# Udo Siebenhandl

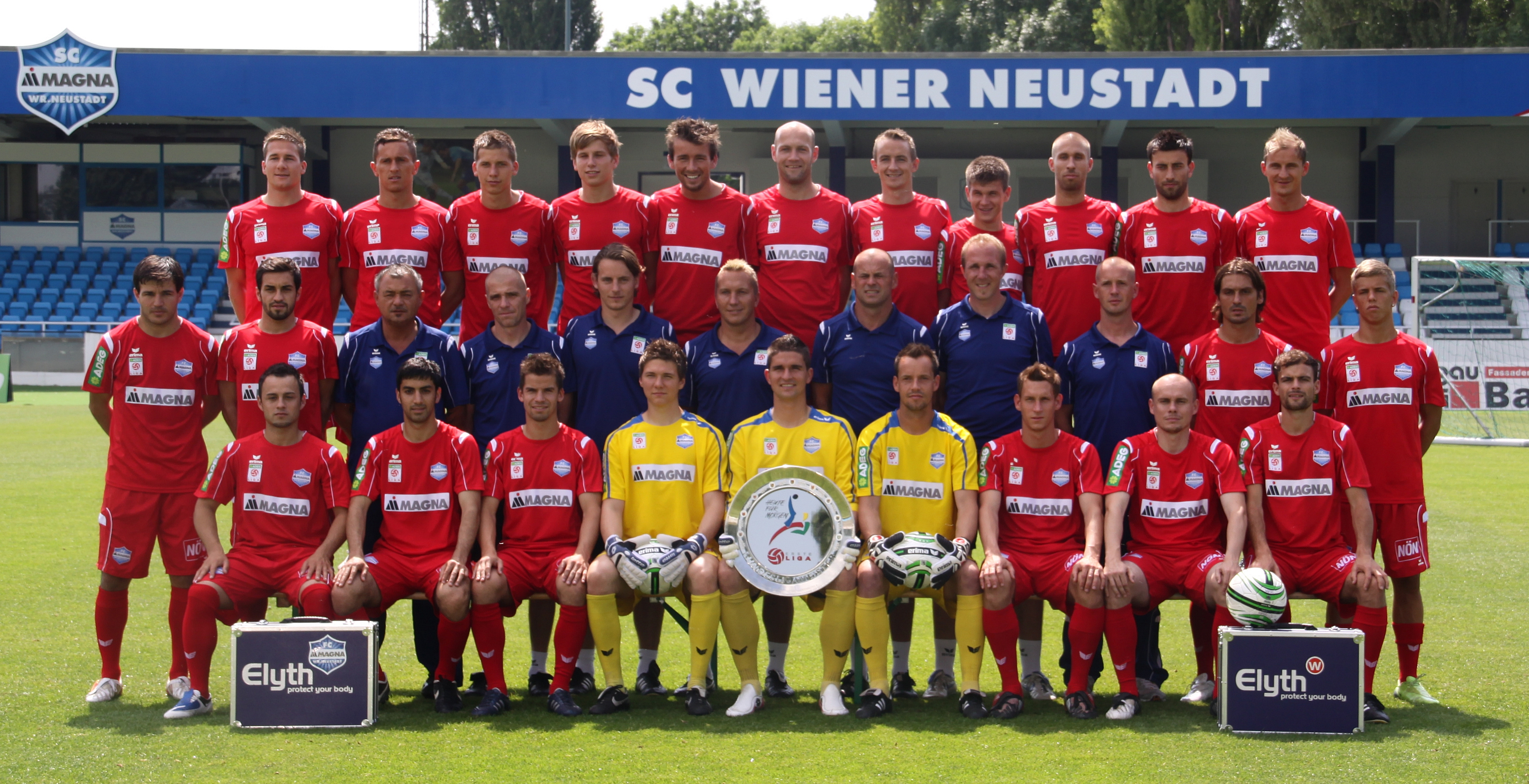
Udo Siebenhandl (erste Reihe, Vierter von links) als Mitglied der Meistermannschaft des SC Wiener Neustadt

Udo Siebenhandl (* 6. März 1987) ist ein ehemaliger österreichischer Fußballtorwart.

## Karriere

### Vereinskarriere
Siebenhandl begann seine Karriere als aktiver Fußballtorwart in den Jugendmannschaften des Vfb Admira Wacker Mödling, den er im Jahre 1999 verließ, um in der Jugend des FK Austria Wien einzusteigen. Im Jahre 2001 kam er an die Frank Stronach Akademie, an der er im Jahre 2006 die Matura bestand. Kurz darauf wurde Siebenhandl zu den Amateuren des FK Austria Wien, die zu diesem Zeitpunkt bereits in der zweitklassigen Ersten Klasse spielten, transferiert. Beim Verein kam er zu seinen ersten Profieinsätzen. Sein Debüt feierte er am 22. September 2006 beim 3:2-Heimsieg gegen den FC Lustenau 07. Er stand die gesamte Spielzeit im Tor der Wiener.
Bis zu seinem ligainternen Abgang zum SC Magna Wiener Neustadt im Jahre 2008 absolvierte Siebenhandl 14 Spiele für die Amateure des FAK. Bei den Wiener Neustädtern war Siebenhandl dritter Torhüter hinter Sašo Fornezzi und Manfred Razenböck. Am 29. Mai 2009 durfte er im Meisterschaftsspiel des SC Magna beim FC Lustenau 07 sein Talent beweisen und ließ beim 2:0-Auswärtssieg keinen Gegentreffer zu.
Im Sommer 2009 wechselte Siebenhandl zum FC Waidhofen an der Ybbs. Beim Regionalligisten wurde er zum Stammtorhüter und als solcher mitverantwortlich für den Gewinn des Meistertitels. Da der Verein aus finanziellen Gründen auf den Aufstieg verzichtete, wechselte Siebenhandl im Sommer 2010 ligaintern zum 1. SC Sollenau, wo er ebenfalls zum Stammtorhüter avancierte.
Im Sommer 2012 wechselte er neuerlich ligaintern zum SC-ESV Parndorf 1919, wo er neuerlich den Meistertitel in der Regionalliga Ost gewinnen konnte. Nachdem er in der Saison 2013/14 seinen Stammplatz in der Mannschaft verloren hatte, wechselte Siebenhandl im Sommer 2014 von der zweithöchsten Liga zum FCM Traiskirchen in die fünftklassige 2. Landesliga Ost. Mit dem Klub wurde er am Saisonende 2014/15 Meister und stieg in die Niederösterreichische Landesliga auf. Auch hier wurde er mit der Mannschaft Meister und schaffte den erfolgreichen Aufstieg in die drittklassige Regionalliga Ost.
In der Winterpause 2016/17 wechselte er innerhalb der Liga zum SC Neusiedl am See, dem er bis zum Saisonende 2019/20 angehörte und unter anderem den burgenländischen Landespokal gewann.
Im Januar 2021 hinterlegte er seinen Spielerpass beim SC Brunn am Gebirge, für den er in weiterer Folge jedoch nie zum Einsatz kam.

### Trainerkarriere
Parallel zu seiner Fußballkarriere ist Siebenhandl als Lehrer für Mathematik und Sport an der Europa Sport Mittelschule (ESM) Mödling tätig.
Zusammen mit seinem jüngeren Bruder Jörg ist er Organisator und Trainer der Tormannschulen Niederösterreich.
Daneben fungiert er bereits seit Jahren als Nachwuchstorwarttrainer; unter anderem am LAZ Wr. Neustadt. Weitere Trainertätigkeiten übte er von Anfang 2019 bis Sommer 2020 als Torwarttrainer der Herrenmannschaft des SC Neusiedl/See aus. In der Saison 2020/21 war er Torwarttrainer der U-18-Akademiemannschaft des FK Austria Wien. Einen Monat später übernahm er diese Tätigkeit bis zum Saisonende auch bei den Young Violets, der zweiten Mannschaft des FK Austria Wien. Seit Sommer 2021 gehört er als Torwarttrainer zum Trainerstab des Bundesligateams des FK Austria Wien.
Nach der ÖFB-Torwarttrainer-C-Lizenz im Herbst 2016 erhielt er vier Jahre später die UEFA-Torwarttrainer-B-Lizenz, gefolgt von der UEFA-B-Lizenz im Juni 2022. Seit Juni 2023 ist Siebenhandl im Besitz der UEFA-Torwarttrainer-A-Lizenz.

### International
Insgesamt kam Siebenhandl zu zwei Einsätzen für die österreichischen Jugendauswahlen. Ein Spiel absolvierte er für die U20-Auswahl, ein weiteres für das U-21-Nationalteam.

## Erfolge
- einmal Meister in der Ersten Liga: 2008/09 mit dem SC Wiener Neustadt
- zweimal Meister in der Regionalliga Ost: 2009/10 mit dem FC Waidhofen an der Ybbs und 2012/13 mit dem SC-ESV Parndorf 1919
- einmal Meister in der ÖFB-U-19-Jugendliga: 2005/06 mit der Frank Stronach Akademie

## Privat
Sein jüngerer Bruder Jörg (* 1990) ist ebenfalls als Fußballspieler (Torwart) aktiv und debütierte im Jahr 2018 in der österreichischen Nationalmannschaft.